# Вознюк, Любовь Семёновна
Любо́вь Семёновна Возню́к (укр. Любов Семенівна Вознюк; 26 января 1942 года, посёлок Сивашское) — передовик сельскохозяйственного производства, украинский коммунистический деятель, заведующая свинотоварной фермой № 1 колхоза «Рассвет» Новотроицкого района Херсонской области. Герой Социалистического Труда (1986).

## Биография
Родилась 26 января 1942 года в многодетной крестьянской семье в селе посёлке Сивашское Новотроицкого района Херсонской области. Окончила семилетнюю школу, после чего с 1955 по 1961 год работала рядовой свинаркой в колхозе «Рассвет» Новотроицкого района. В 1961 году поступила в Каховский зоотехнический техникум, который окончила в 1965 году по специальности «зоотехник». В 1965 году была назначена заведующей свинотоварной фермой № 1 колхоза «Рассвет». Находилась на этой должности в течение 32 лет до выхода на пенсию.
В 1968 году вступила в КПСС. Избиралась делегатом XVII съезда КПСС, XIV съезда профсоюзов Украины и II Всесоюзного съезда колхозников.
В 1986 году удостоена звания Героя Социалистического Труда за выдающиеся трудовые достижения.
С 1970 по 1990 год — член райкома КПУ, с 1983 по 1990 год — член бюро райкома КПСС и с 1973 по 1991 год — член Херсонского обкома КПУ.
После выхода на пенсию в 1997 году проживает в родном посёлке Сивашское.

## Награды
- Герой Социалистического Труда — указом Президиума Верховного Совета от 7 июня 1986 года
- Орден Ленина
- Орден Трудового Красного Знамени
- Орден Октябрьской Революции
- Почётный гражданин Новотроицкого района[1]